# Gonets
Ne doit pas être confondu avec Gonet.
Gonets (russe Гонец, messager) est un système de télécommunications par satellite russe utilisant une constellation de satellites de télécommunications à usage civil placés en orbite basse. Il fonctionne de manière asynchrone : le satellite stocke l'émission reçue à bord puis la réémet lorsqu'il se trouve à portée du récepteur. L'orbite basse permet d'utiliser ce système en disposant d'émetteurs de faible puissance et donc légers. Le système a été déployé au cours des années 1990. Une version amélioré (Gonets-M) est déployée depuis 2005. Le système Gonets dérive du système de télécommunications militaires par satellite Strela.

## Caractéristiques
Le système de télécommunications par satellite russe Gonets utilise des satellites de télécommunications placés sur une orbite circulaire de 1 400 × 1 414 km avec une inclinaison orbitale de 82,6°. Dans sa première version, le satellite Gonets d'une masse de 233 kg et une durée de vie théorique de 1,5 an. Les satellites sont stabilisés par gradient de gravité. Le système, pour être complètement opérationnel, doit comporter 12 satellites répartis sur 4 plans orbitaux distincts. Un satellite donné est visible dans un rayon de 5 000 km et deux stations peuvent dialoguer entre elles en quasi temps réel si elles sont toutes deux à portée de satellite. Dans le cas contraire, le message de l'émetteur est stocké à bord du satellite puis réémis lorsque celui-ci survole le destinataire. Le système est particulièrement populaire dans les régions isolées de la Russie, notamment en Sibérie ou dans le long de l'océan Arctique. La durée de vie constatée des satellite est comprise entre 2,5 et 14 ans,,.

## Déploiement
Les deux premiers prototypes de satellite Gonets ont été lancés le 13 juillet 1992. Le système est déclaré opérationnel en 2002 malgré une couverture partielle faute de disposer des 12 satellites en orbite. En 2011, il ne restait plus que deux satellites en fonctionnement.

## Réactivation du système Gonets: les satellites Gonets-M
Après une première tentative pour redéployer une constellation en 2004, qui s'est traduite par le lancement d'un seul satellite dans une version améliorée baptisée Gonets-M, le projet est relancé en 2010 et un déploiement progressif a lieu à partir de 2012. La nouvelle constellation baptisée Gonets-D1M devrait compter 36 satellites répartis sur 5 plans orbitaux. En 2022, 25 satellites de ce type avaient été lancés (mais certains n'étaient plus actifs). Les satellites Gonets-M ont une masse de 280 kg et une durée de vie comprise entre 5 et 7 ans. Ils utilisent deux à trois canaux sur la bande de fréquences de 2004-400 MHz et avec une puissance de transmission de 20 watts. Le débit peut être de 2,4, 9,6 et 64 kilobits par seconde. La mémoire de masse est de 8 mégaoctets. Le terminal utilisateur mobile développé pour ce système ressemble à un téléphone portable et pèse 1,3 kilogramme,,.

## Les satellites Gonets-M1
Une version plus évoluée, baptisée Gonets-M1, permettant de transmettre 10 à 20 fois plus de données et de diviser le délai des échanges entre utilisateurs par 30, a été programmée dans le plan directeur du programme spatial russe pour la période 2006-2015. Les travaux de conception ont débuté en 2010 mais en 2022, aucun satellite de ce type n'a encore été placé en orbite.

## Historique des lancements
Tous les tirs jusqu'en 2020 se sont effectués depuis le cosmodrome de Plessetsk,.
| Date              | Type     | Désignation               | Lanceur           | Commentaire                                                              |
| ----------------- | -------- | ------------------------- | ----------------- | ------------------------------------------------------------------------ |
| 13 juillet 1992   | Gonets   | Cosmos 2199, Cosmos 2201  | Tsyklon-3         | Prototypes                                                               |
| 19 février 1996   | Gonets   | Gonets 1, 2 et 3          | Tsyklon-3         |                                                                          |
| 14 février 1997   | Gonets   | Gonets 4,5 et 6           | Tsyklon-3         |                                                                          |
| 27 décembre 2000  | Gonets   | Gonets 7, 8 et 9          | Tsyklon-3         | Échec                                                                    |
| 28 décembre 2001  | Gonets   | Gonets 10, 11 et 12       | Tsyklon-3         |                                                                          |
| 21 décembre 2005  | Gonets M | Gonets M-1                | Cosmos-3M         |                                                                          |
| 8 septembre 2010  | Gonets M | Gonets M-2                | Rokot-KM          |                                                                          |
| 28 juillet 2012   | Gonets M | Gonets M-3 et M-4         | Rokot-KM          |                                                                          |
| 11 septembre 2013 | Gonets M | Gonets M-5, M-6 et M-7    | Rokot-KM          |                                                                          |
| 3 juillet 2014    | Gonets M | Gonets M-8, M-9 et M-10   | Rokot-KM          |                                                                          |
| 31 mars 2015      | Gonets M | Gonets M-11, M-12 et M-13 | Rokot-KM          |                                                                          |
| 26 décembre 2019  | Gonets M | Gonets M-14, M-15 et M-16 | Rokot-KM          |                                                                          |
| 28 septembre 2020 | Gonets M | Gonets M-17, M-18 et M-19 | Soyuz-2-1b/Fregat |                                                                          |
| 3 décembre 2020   | Gonets M | Gonets M-20, M-21 et M-22 | Soyuz-2-1b/Fregat |                                                                          |
| 22 octobre 2022   | Gonets M | Gonets M-23, M-24 et M-25 | Soyuz-2-1b/Fregat | Lancé depuis le cosmodrome Vostotchny contrairement aux vols précédents. |